# Dominique Bertail
Dominique Bertail est un dessinateur et coloriste français de bande dessinée né à Tours en 1972.

## Biographie
Dominique Bertail a grandi en Normandie. Il s'inscrit aux Beaux-Arts d'Angoulême, ce qui lui permet de rencontrer Thierry Smolderen avec qui il travaille sur plusieurs œuvres, comme L'Enfer des Pelgram. Par la suite, Bertail réalise plusieurs albums et travaille pour Bayard, Fluide glacial et Casterman.
En 2007, il participe à l'album collectif Paroles de Verdun (Soleil productions) puis en 2008, à un autre album collectif intitulé Premières fois (éditions Delcourt), sous la direction de David Chauvel. En 2013, avec le scénariste Thierry Smolderen, Bertail publie chez Dargaud le quatrième tome de Ghost Money, intitulé La Prisonnière Tashkite, une « série politico-économique » dont le dessin est, d'après Les Échos, « moderne, lumineux et original ». La qualité du dessin est également soulignée dans Midi Libre.
En 2014, Dominique Bertail vit à Bordeaux, il illustre Omaha Beach, 6 juin 1944 (Dupuis et agence Magnum Photos) en collaboration avec Jean-David Morvan et Séverine Tréfouël, afin de raconter en soixante planches l'histoire des clichés du reporter Robert Capa, présent au débarquement allié le 6 juin 1944 et dont il reste onze photos. L'album, paru en juin 2014, comporte un « imposant dossier qui associe photos, archives et témoignages ». L'ouvrage remporte le prix NR lors du BD Boum de Blois cinq mois plus tard. Bertail emploie dans cet ouvrage un « coup de crayon sec, nerveux ».
En janvier 2018, paraît Mondo reverso, sur une idée originale de Lindingre (alors rédacteur en chef de Fluide Glacial), qui a présenté le dessinateur au scénariste Arnaud Le Gouëfflec. Bertail, amateur de western, a d'emblée accepté la proposition. Cet album, « le premier western féministe et transgenre » d'après Ouest-France, renverse les codes. Aujourd'hui en France, qui note l'originalité du concept, rapporte que ce récit fait d'abord l'objet d'une prépublication dans Fluide Glacial et il a été « salué par la critique et les associations LGBT ». Mondo Reverso reçoit un accueil favorable dans Le Figaro, L'Humanité, Sud Ouest, L'Est républicain... Le scénariste annonce bientôt que ce premier volet a vocation à devenir une série et le second tome intitulé La bonne, la brute et la truande parait en 2019,.

## Œuvres
- L'Enfer des Pelgram, scénario Thierry Smolderen, Delcourt

1. Qui marche sur ma tombe, 1998
2. Celle qui jette une ombre, 2000

- L'homme tableau, Alain Beaulet
- L’Homme nuit, Alain Beaulet, 2002
- Shandy, un Anglais dans l'Empire, scénario Matz, Delcourt

1. Agnès, 2004
2. Le dragon d'Austerlitz, 2006

- Paroles de Verdun, Soleil Productions, 2007
- Ghost Money, scénario de Thierry Smolderen, Dargaud

1. La Dame de Dubaï, 2008
2. Les Yeux de Chamza, 2010
3. Mourir à Dubaï, 2011
4. La Prisonnière tashkite, 2013
5. Le Black Cloud, 2016

- Infinity 8, scénario de Lewis Trondheim et Zep, Rue de Sèvres

1. Romance et macchabées 1/6, octobre 2016
2. Romance et macchabées 2/6, octobre 2016
3. Romance et macchabées 3/6, octobre 2016

- Paris 2119, scénario de Zep, Rue de Sèvres, janvier 2019
- Mondo Reverso, scénario de Arnaud Le Gouëfflec, Fluide Glacial

1. Cornelia & Lindbergh, 2017
2. La bonne, la brute et la truande, 2019

- Madeleine, résistante, biographie de Madeleine Riffaud, résistante et combattante, scénario Jean-David Morvan, Dupuis, collection Aire libre

1. La Rose dégoupillée, août 2021 - Prépublication en 3 cahiers parus entre juillet 2020 et juin 2021
2. L'édredon rouge, septembre 2023.

## Prix
- 2006 :  Prix Saint-Michel du meilleur album francophone pour Le Dragon d'Austerlitz (Shandy, t. 2), avec Matz
- 2014 : Prix Nouvelle République pour Omaha Beach, 6 juin 44